# Václav Mollenda
Václav Mollenda, v některých zdrojích též Molenda (31. října 1840 Písek – 10. října 1903 Závist u Zbraslavi) byl český spisovatel, básník a policejní úředník. Některá díla vydal pod pseudonymy Rudolf Heim, Alfa Omega.

## Životopis
Po absolvování píseckého gymnázia začal studovat na právnické fakultě v Praze. Roku 1864 vstoupil do služeb pražského magistrátu, záhy přešel na policejní ředitelství, kde udělal poměrně rychlou kariéru. Vedl tiskové, spolkové a divadelní oddělení policejního ředitelství, zabývající se cenzurou. I v této nepopulární funkci však zůstal českými vlastenci oblíben, např. díky jeho povolení mohly být vydány Písně otroka od Svatopluka Čecha.
Literární činnost zahájil již za svých gymnazijních studiích, kdy vystupoval s píseckými ochotníky, kteří také uvedli jeho první divadelní hru. S příchodem do Prahy se začal věnovat psaní ještě intenzivněji, své básně publikoval v několika periodikách (Humoristické listy, Otavan, Besedník atd.). Roku 1866 měla v Prozatímním divadle premiéru jeho hra Duch otcův, která získala cenu Vojta Náprstka. Pro svá pozdější díla hledal náměty z českých dějin, zvláštní zalíbení našel v době husitské.
Václav Mollenda zemřel ve své vile na Závist u Zbraslavi, pohřben je na Olšanských hřbitovech.

## Výbor z díla
- Večer svatojanský – román
- Úřednická otázka v Rakousku – pod pseudonymem Alfa Omega
- Květa srdce – básnická sbírka, německy, pod pseudonymem Rudolf Heim
- Jan Hus – oslavná báseň
- Jan Žižka z Trocnova – oslavná báseň
- Duch otcův – divadelní hra
- Král Václav IV. – divadelní hra o pěti dějstvích